# 友を待つ
「友を待つ」（ともをまつ、原題：Waiting on a Friend）は、ローリング・ストーンズの楽曲。作詞・作曲はミック・ジャガーおよびキース・リチャーズ。1981年発表のアルバム『刺青の男』収録。

## 解説
元々は『山羊の頭のスープ』（1973年）のためのセッションで、1972年11月から12月にかけて、ジャマイカ、キングストンにあるダイナミック・スタジオにおいて録音されたものに、1980年10月から11月にパリ、パテ・マルコーニスタジオおよび1981年4月から7月までのニューヨーク、アトランティック・スタジオでのオーバーダブを経て完成された。ミック・ジャガーによれば1972年の時点ではベーシックトラックしか録音しておらず、『刺青の男』のために歌詞を入れたのだという。歌詞の内容について「すごく優しい愛に満ちた、バンド内の友情について歌ったものだ」と説明している。最初に録音された1972年当時は、まだミック・テイラーが在籍していた頃であり、彼もこの曲に参加しているが、アルバム発売当時はクレジットが全く記載されず、テイラーはこの曲と同じく自分が参加した「トップス」の分の印税の支払いを求めて提訴を起こしている（テイラーは参加していないとする説もある）。ソニー・ロリンズによるサックスとマイク・カラベロによるパーカッションは、1981年のニューヨークでのセッションで録音されたものである。
アルバムからのリカットシングルとして、1981年11月に「リトルT&A」をB面にしてリリースされ、アメリカでは13位にランクインした（イギリスでは50位止まりとなっている）。シングルのジャケット写真には、後述のプロモーションビデオからの一場面が使用された。

## ミュージック・ビデオ
この曲にはプロモーションビデオも制作されている（監督はマイケル・リンゼイ＝ホッグ）。歌詞の内容どおり、ジャガーがキース・リチャーズを待っているところから始まり、落ち合った二人が他の3人のメンバーが待つパブに向かい、最後にメンバーがそれぞれ楽器をつかんで演奏を始めようとするところで映像が終る。ジャガーがリチャーズを待っている場所はニューヨーク・マンハッタンのセント・マークス・プレイス8丁目にあるアパートで、レッド・ツェッペリンのアルバム『フィジカル・グラフィティ』（1975年）のジャケット写真にも使われた建物である。また、ピーター・トッシュが出演している。映像はYouTubeのストーンズ公式ページで視聴できる。

## コンサート・パフォーマンス
リリース直後から開始された1981年の世界ツアーで披露され、その後しばらくセット・リストから外されるが、1997年の『ブリッジズ・トゥ・バビロン・ツアー』で再び採り上げられる。以降、2003年、2005年、2007年、2013年‐2014年のツアーでも披露されている。公式ライヴアルバムには1998年の『ノー・セキュリティ』に収録されている。また、1981年の世界ツアーでの映像が映画『レッツ・スペンド・ザ・ナイト・トゥゲザー』（1983年）に収録されている。

## レコーディング・メンバー
- ミック・ジャガー - リード＆バッキングボーカル[1][4]
- キース・リチャーズ - エレキギター、バッキングボーカル[1][4]
- ビル・ワイマン - ベース[1][4]
- チャーリー・ワッツ - ドラムス[1][4]
- ミック・テイラー - エレキギター（不確定）[1][4]
- ソニー・ロリンズ - サックス[1][4]
- ニッキー・ホプキンス - ピアノ[1][4]
- マイク・カラベロ - パーカッション[1][4]
- キャスパー・ウィンディング - タンブリン[1][4]